# Проклятие: Начало конца
«Проклятие: Начало конца» (яп. 呪怨: 終わりの始まり) — японский фильм ужасов о сверхъестественном, режиссёра Масаюки Отиая, перезапуск франшизы «Дзю-он». В Японии фильм вышел в прокат 28 июня 2014 года, в России — 12 марта 2015. В главных ролях снялись Нодзоми Сасаки, Сё Аояги, Кай Кобаяси и Мисаки Сэйсё.
Слоган: «Оно не отпустит тебя и после смерти»
20 июня 2015 вышел сиквел — «Проклятие: Финал».

## Сюжет
Молодая учительница Юи приходит в дом своего ученика Тосио, который уже долгое время не ходит в школу. Юи не подозревает, что несколько лет назад на этот дом было наложено страшное проклятие. Мистическая смерть одного за другим настигает всех любопытных, посетивших это место. Когда Юи обнаруживает своего парня Наото мёртвым, она решает вернуться в дом Тосио и любой ценой разузнать правду, какой бы страшной она ни была.

## В ролях
| Актёр          | Роль                   |
| -------------- | ---------------------- |
| Нодзоми Сасаки | Юи                     |
| Сё Аояги       | Наото парень Юи        |
| Кай Кобаяси    | Тосио Саэки            |
| Мисаки Сэйсё   | Каяко Саэки мать Тосио |
| Рейна Триндл   | Нанами                 |
| Михо Каназава  | Рина                   |
| Ясухито Хида   | Такео Саэки отец Тосио |
| Хаори Такахаси | Аои                    |
| Юина Куросима  | Яёи                    |